# Brachygasterina valdiviensis
Brachygasterina valdiviensis är en tvåvingeart som först beskrevs av Pamplona och Márcia Souto Couri 2000.  Brachygasterina valdiviensis ingår i släktet Brachygasterina och familjen husflugor. Inga underarter finns listade i Catalogue of Life.